# Eric Kaufmann
Eric Peter Kaufmann (Hong Kong, 11 de mayo de 1970) es un educador, sociólogo, demógrafo, politólogo y escritor canadiense. Se desempeña como profesor de política en Birkbeck College. Es especialista en la Orden de Orange de Irlanda del Norte, el nacionalismo y la demografía política y religiosa. Es autor, coautor y editor de varios libros sobre estos temas.

## Biografía

### Primeros años
Nació en Hong Kong y creció en Canadá (Vancouver) y Japón. Su ascendencia es mitad judía, una cuarta parte china y una cuarta parte costarricense. Su padre, Steve Kaufmann, es de ascendencia judía, siendo su abuelo un secularista proveniente de Prostějov en la República Checa moderna. Su madre es una católica no practicante; él mismo asistió a la escuela católica durante solo un año. Recibió su BA de la Universidad de Western Ontario en 1991. Recibió su maestría de la Escuela de Economía de Londres en 1994, donde posteriormente también completó su doctorado en 1998.

### Carrera
Fue profesor de política comparada en la Universidad de Southampton de 1999 a 2003. Fue becario en el Belfer Center de la Escuela Harvard Kennedy, durante el año académico 2008-09. Kaufmann se unió al Birkbeck College de la Universidad de Londres, en 2003. Se convirtió en profesor de política allí en 2011. Ha sido miembro adjunto del grupo de expertos conservadores del Instituto Manhattan desde 2020.

## Puntos de vista

### Demografía política
Kaufmann ha argumentado que en el mundo occidental, cuando ocurrió la segunda transición demográfica durante la década de 1960, las personas comenzaron a alejarse de los valores comunales tradicionales hacia perspectivas más expresivas e individualistas, debido al acceso y la aspiración a la educación superior. Estos valores cambiantes también se vieron influidos por la difusión de estilos de vida que alguna vez practicaron solo una pequeña minoría de élites culturales. La primera transición demográfica resultó de la caída de la fertilidad debido a la urbanización y la disminución de las tasas de mortalidad infantil, lo que disminuyó los beneficios y aumentó los costos de criar a los hijos. En otras palabras, tenía más sentido económico invertir más en menos niños, como argumentó el economista Gary Becker. Aunque los trascendentales cambios culturales de la década de 1960 se nivelaron en la década de 1990, el entorno social y cultural de finales del siglo XX era bastante diferente al de la década de 1950. Tales cambios en los valores han tenido un efecto importante en la fecundidad: los Estados miembros de la Comunidad Económica Europea vieron un aumento constante no solo en el divorcio y los nacimientos fuera del matrimonio entre 1960 y 1985, sino también en la caída de las tasas de fecundidad. En 1981, una encuesta de países de todo el mundo industrializado encontró que, si bien más de la mitad de las personas de 65 años o más pensaban que las mujeres necesitaban hijos para sentirse satisfechas, solo el 35 % de las personas entre 15 y 24 años (baby boomers más jóvenes y mayores) Generación X) estuvo de acuerdo. Como consecuencia, Europa sufre el envejecimiento de la población a principios del siglo XXI. Este problema es especialmente agudo en Europa del Este, mientras que en Europa Occidental se alivia con la inmigración internacional. Además, un número cada vez mayor de niños nacidos en Europa han nacido de padres no europeos. Debido a que los hijos de inmigrantes en Europa tienden a ser tan religiosos como ellos, esto podría retrasar el declive de la religión (o el crecimiento del secularismo) en el continente a medida que avanza el siglo XXI. En el Reino Unido, el número de residentes nacidos en el extranjero se situó en el 6% de la población en 1991. Posteriormente, la inmigración aumentó y no ha disminuido desde (a partir de 2018). La investigación de Kaufmann y los politólogos Roger Eatwell y Matthew Goodwin sugiere que un cambio etnodemográfico tan rápido es una de las razones clave detrás de la reacción pública que se ha manifestado en forma de populismo nacional en las democracias liberales ricas, un ejemplo es el referéndum sobre la pertenencia del Reino Unido a la Unión Europea, que resultó en una votación para que el Reino Unido abandone la Unión Europea (Brexit).

### Demografía religiosa
Gran parte de la investigación de Kaufmann se refiere al crecimiento de la religión en todo el mundo. Los factores que determinan cuántos hijos tiene una mujer en su vida, es decir, su tasa de fertilidad completa o total, incluyen su nivel educativo, sus ingresos y qué tan religiosa es. Por ejemplo, en las ciudades de Oriente Próximo, las mujeres que apoyaban la ley sharia tenían un 50% más de fertilidad que las que más se oponían a principios de siglo. Según la base de datos religiosa mundial, la proporción de la población humana que se identifica con una religión aumentó del 81% en 1970 al 85% en 2000 y se prevé que aumente al 87% en 2025. Además, la Iglesia Católica ha ganado un 12% de seguidores adicionales entre 2000 y 2010, principalmente de Asia y África. En 2018, los musulmanes tenían una edad promedio de 23 años, los hindúes 26, los cristianos 30, los budistas y los no afiliados a una religión 34 y los judíos 36. A modo de comparación, la edad media de la población mundial fue de 28 años en 2018. En general, los cristianos tienen una tasa de fertilidad de 2,6 y los musulmanes de 2,9. El Islam es la religión de más rápido crecimiento en el mundo. Mientras tanto, la expansión del secularismo se ralentizará en Europa a medida que avance el siglo XXI.
Para Kaufmann, la religión puede crecer incluso en sociedades seculares. Por ejemplo, en Israel, los judíos ultraortodoxos constituían solo alrededor del cinco por ciento de los niños de primaria de la nación en 1960, pero a principios del siglo XXI, un tercio de los estudiantes judíos de primer grado en Israel procedían de esta secta religiosa. Las mujeres judías ultraortodoxas en Israel tenían un promedio de 7,5 hijos en comparación con sus contrapartes más convencionales, con poco más de dos a principios de la década de 2000. En Europa, la inmigración de Oriente Próximo y África es un motor de crecimiento religioso. Los hijos de inmigrantes tienden a ser tan religiosos como sus padres y consideran que su religión es un marcador de su identidad étnica, aislándose así de las fuerzas secularizadoras de la sociedad de acogida. El otro motor es la fecundidad comparativamente alta y la endogamia religiosa. En Francia, una mujer católica blanca tuvo medio hijo más que sus contrapartes seculares a principios de la década de 2000; en España, ese número era 0,77. En los Países Bajos, los pueblos más jóvenes pertenecen a los calvinistas ortodoxos, que constituían el 7% de la población neerlandesa a principios de la década de 2000. En Finlandia, los luteranos del laestadianismo mantuvieron una ventaja de fertilidad significativa sobre el finlandés promedio durante mediados y finales de la década de 1980, 5,47 en comparación con 1,45, a pesar de experimentar disminuciones durante el transcurso del siglo XX. En Austria, el número de personas menores de 15 años que eran musulmanes superó la marca del 10% en la primera década del siglo XXI. En el Reino Unido, más del 90% de los musulmanes se casaron con otros musulmanes para el cambio de milenio, y es bien sabido que los niños nacidos en un matrimonio interreligioso tienden a ser menos religiosos que sus padres. El matrimonio interreligioso es, de hecho, un vehículo de secularización. En general, los grupos religiosos europeos ordenados por orden de fertilidad decreciente son los musulmanes, los cristianos practicantes, los cristianos no observantes y los seculares. A principios de la década de 2000, los musulmanes europeos solían tener entre dos y tres veces más hijos que los blancos como inmigrantes recientes de países de alta fecundidad. Sin embargo, la brecha de fecundidad entre cristianos y musulmanes se está reduciendo. Los judíos ultraortodoxos constituían solo el 12% de la población judía británica, pero las tres cuartas partes de los nacimientos judíos a principios del siglo XXI. Kaufmann proyectó que este grupo constituiría la mayoría de los judíos angloamericanos para 2050.
De manera similar, predijo que el catolicismo se convertirá en la religión más grande de los Estados Unidos para 2040 a pesar de las pérdidas considerables por la secularización y la conversión al protestantismo, gracias en gran parte al hecho de que los católicos latinos tenían una tasa de fertilidad de 2.83, en comparación con el promedio nacional de 2,03 en 2003. Kaufmann informó que en los Estados Unidos, el conservadurismo religioso y la participación juegan un papel clave en el aumento del nivel relativo de fertilidad. Por lo tanto, las sectas más conservadoras, como los mormones y las denominaciones protestantes conservadoras, disfrutan de una ventaja de fertilidad total de al menos un hijo sobre el resto de los estadounidenses. En particular, los mormones con mayores niveles de riqueza y educación tienden a tener más hijos que aquellos que eran más pobres. Mientras tanto, los estadounidenses seculares tienden a tener la menor cantidad de hijos, 1,66 por pareja en promedio en la década de 2000, menos que cualquier otro grupo, excepto los budistas y los judíos. Argumentó que tales cambios demográficos religiosos traerán ramificaciones sociales y políticas más adelante en el siglo.
Kaufmann señaló que a medida que la tasa general de fecundidad de una sociedad determinada continúa disminuyendo debido a la segunda transición demográfica, crece la ventaja de fecundidad que disfrutan los religiosos, especialmente las facciones más devotas. Una relación de fertilidad total de cinco a cuatro es solo una ventaja del 25%, mientras que una relación de tres a dos es una ventaja del 50%. Puso a los mormones en los Estados Unidos como un ejemplo de un grupo que mantuvo una prima de fertilidad de un hijo sobre el resto de la sociedad, a pesar de ver algunos declives propios. Ha argumentado que una vez que se alcanza una masa crítica, un grupo religioso comenzará a influir en la tendencia demográfica general de su sociedad.

## Libros

### Rise and Fall of Anglo-America(2004)
- Rise and Fall of Anglo-America. Cambridge: Harvard University Press. 2004. ISBN 978-0674013032.

Aquí, Kaufmann ofrece sus puntos de vista sobre cómo los anglo-protestantes, el tronco fundador y que alguna vez fue el grupo etnocultural dominante de los Estados Unidos de América, perdieron su estatus de dominio. Rechaza la opinión convencional de que esto se debe principalmente a las tasas de fertilidad comparativamente bajas, la migración internacional a gran escala y el aumento de la prominencia cultural de los recién llegados étnicamente diversos. Los anglo-protestantes tampoco han mantenido su estatus dominante incorporando a otros grupos de ascendencia europea en su seno, argumenta Kaufmann. Más bien, la caída de la América anglosajona es una consecuencia de las características que han llegado a definir a este grupo, a saber, el individualismo expresivo y el igualitarismo, que son la antítesis del mantenimiento del dominio.
Históricamente, los primeros colonos anglo-protestantes en el siglo XVII fueron los más exitosos, creando numerosos registros escritos e instituciones políticas sobrevivientes que perduran hasta el día de hoy. Por esta razón, se convirtieron en el grupo dominante, cultural, económica y políticamente, y mantuvieron su dominio hasta principios del siglo XX. El compromiso con los ideales de la Ilustración significó que buscaron asimilar a los recién llegados de fuera de las islas británicas, pero pocos estaban interesados en adoptar una identidad paneuropea para la nación, y mucho menos convertirla en un crisol global. Pero a principios del siglo XX, los progresistas liberales y los modernistas comenzaron a promover ideales más inclusivos sobre lo que debería ser la identidad nacional de Estados Unidos. Mientras que los segmentos más tradicionalistas de la sociedad continuaron manteniendo sus tradiciones etnoculturales anglo-protestantes, el universalismo y el cosmopolitismo comenzaron a ganar favor entre las élites. Estos ideales se institucionalizaron después de la Segunda Guerra Mundial, y las minorías étnicas comenzaron a ganar una paridad institucional aproximada con los anglo-protestantes que alguna vez fueron dominantes.

### Shall the Religious Inherit the Earth?(2010)
- Shall the Religious Inherit the Earth? Demography and Politics in the Twenty-First Century. Profile, 2010. ISBN 978-1846681448

En este libro de 2010, Kaufmann argumentó que la respuesta a la pregunta planteada en el título es afirmativa porque las realidades demográficas plantean desafíos reales a la suposición de la inevitabilidad del progreso secular y liberal. Observó que las facciones devotas tienden a tener una ventaja de fertilidad significativa sobre sus contrapartes más moderadas y las no religiosas. Por ejemplo, las mujeres blancas católicas en Francia tienen en promedio medio hijo más que sus contrapartes blancas seculares, mientras que las Amish en los Estados Unidos tienen de tres a cuatro veces más hijos que sus compañeros cristianos en promedio. Los grupos altamente religiosos tienden a aislarse de los efectos secularizadores de la sociedad occidental dominante moderna, lo que hace más probable que los niños conserven la fe de sus padres. Al mismo tiempo, las personas seculares generalmente tienen tasas de fertilidad bastante bajas en comparación por una variedad de razones, como el materialismo, el individualismo, la preferencia por el aquí y ahora, el feminismo, el ambientalismo o el pesimismo general. Kaufmann proyectó que el laicismo tendrá un futuro mixto en Europa. Seguirá siendo fuerte en la mayoría de los países católicos, especialmente en Irlanda y España, pero básicamente se ha detenido en la Europa protestante y en Francia, y se tambaleará en el noroeste de Europa a mediados de siglo. Le dijo a Mercator Net que la única forma de frenar la tendencia implica "un credo que toca los registros emocionales", que "puede atraer a los hijos de los fundamentalistas" y "un repudio del multiculturalismo". Sugirió que el "nacionalismo secular" y la religión moderada asociada con el estado-nación podrían ser parte de la mezcla, pero estas tradiciones han ido perdiendo apoyo a un ritmo considerable.
Observó que la fe moderada de la variedad abrahámica está bajo la presión tanto de los secularistas como de los fundamentalistas a medida que se encuentran viviendo en las sociedades secularizadas de occidente. Si fuera cierto que los religiosos tuvieran más hijos que los laicos, Kaufmann argumenta que los efectos de la transformación demográfica entrante serían solo nacionales, pero debido a que quienes tienen más hijos tienden a ser intensamente religiosos, predijo que también tendría ramificaciones para las relaciones internacionales. Sin embargo, Kaufmann rechazó la idea cada vez más popular de que el islam se convertirá en la religión dominante en Europa a finales del siglo XXI. Más bien, los musulmanes se estabilizarían en alrededor de una quinta parte de la población europea para el año 2100.

### Whiteshift(2018)
- Whiteshift: Populism, Immigration and the Future of White Majorities. Harry N. Abrams, 2018. ISBN 978-1468316971

A finales del siglo XX y principios del XXI, Kaufmann argumenta que, a diferencia de Japón, las naciones de Europa Occidental, América del Norte y Oceanía no experimentaron una disminución de la población a pesar de tener una fertilidad de reemplazo mayoritariamente inferior a la normal. Esto se debió a una combinación de longevidad prolongada y migración internacional, y esta última conlleva sus propios riesgos políticos. Whiteshift de Eric Kaufmann es un extenso estudio sobre cómo la transformación demográfica de Occidente impulsada por la migración afecta las urnas. El título del libro de 2018 codifica las predicciones de Kaufmann de que, como resultado de la migración internacional, los países occidentales se volverán cada vez más diversos étnicamente y un número creciente de personas tendrá una herencia mixta. Además, argumenta que la categoría de 'personas blancas' se ampliará para incluir a individuos de mayor diversidad étnica. Para Kaufmann, uno de los mayores cismas en el panorama político de occidente en el momento de escribir este artículo se debe a las facciones que quieren acelerar este proceso y las que quieren ralentizarlo. Sugirió que la oleada de nacionalismo y populismo observada en muchos países occidentales se debe a este último grupo. Durante décadas, las normas de demandas políticas aceptables habían sido establecidas por los medios de comunicación, las instituciones de educación superior y los principales grupos políticos. Tales normas incluyen lo que él llamó "modernismo de izquierda", un término más preciso para lo que comúnmente se conoce como corrección política, y "multiculturalismo asimétrico", o la idea de que todas las culturas presentes en una sociedad determinada merecen ser preservadas excepto la cultura anfitriona. Estas normas han impedido que los principales políticos y partidos políticos respondan a las preocupaciones de grandes sectores de la población votante, dando a los populistas nacionalistas la oportunidad de pasar al frente. A pesar del énfasis en la reacción de los blancos al cambio demográfico y la migración masiva, Kaufmann presentó la proposición 187, una iniciativa electoral de California de 1994 destinada a evitar que el dinero de los contribuyentes vaya a los extranjeros ilegales, como ejemplo de la oposición de los no blancos. La proposición 187 recibió el apoyo de una mayoría de asiáticos y negros y un tercio de hispanos.
En el lanzamiento, The Times hizo de Whiteshift el 'Libro de la semana' pero con una crítica escéptica de David Aaronovitch, quien lo llamó "un gran libro controvertido sobre un gran tema controvertido". Publishers Weekly dijo que era "probable que causara un gran revuelo", y The Financial Times lo incluyó como uno de los 'Mejores libros de 2018' en el género político. The New Yorker escribió que Kaufmann y Whiteshift defendían la política de identidad blanca. Daniel Trilling, en London Review of Books, criticó el libro y describió el marco de referencia de Kaufmann como "tanto demasiado amplio como demasiado estrecho".
Kenan Malik escribió que "Whiteshift es un trabajo pesado repleto de datos y gráficos. Sin embargo, el problema de ver el mundo principalmente en términos demográficos es que, a pesar de todos los hechos y cifras, es fácil estar ciego al contexto social".
En un simposio de revisión sobre Whiteshift publicado en la revista Ethnicities, el politólogo Rob Ford escribió que "Hay mucho que admirar aquí. Kaufmann es metodológicamente católico y se basa en una rica gama de diferentes recursos para examinar e interrogar la política de identidad blanca en evolución". Sin embargo, también señaló que "el relato bastante maniqueo de la política étnica blanca de Kaufmann implica algunas omisiones y malentendidos curiosos" y que "la falta de equilibrio es una característica recurrente de las discusiones de Kaufmann sobre las afirmaciones en competencia de los blancos etnoculturales, los blancos cosmopolitas y las minorías étnicas". El sociólogo John Holmwood argumentó que la falta de cualquier discusión sobre "el colonialismo de colonos o sobre el lugar de las poblaciones de las primeras naciones y la esclavitud de los afroestadounidenses y la segregación de Jim Crow en los Estados Unidos rehabilita los símbolos de la identidad blanca". Holmwood escribe que "es un libro muy grande, 619 páginas, pero también está mal editado, es repetitivo y, como he sugerido, parcial".

## Otras publicaciones seleccionadas

### Como autor
- The Orange Order: A Contemporary Northern Irish History. Oxford University Press, Oxford, 2007. ISBN 978-0199208487
- Unionism and Orangeism in Northern Ireland Since 1945: The Decline of the Loyal Family with Henry Patterson. Manchester University Press, Mánchester, 2007. ISBN 978-0719074967

### Como coautor y editor
- Rethinking Ethnicity: Majority Groups and Dominant Minorities. Routledge, 2004. ISBN 978-0415315425
- Political Demography: How Population Changes Are Reshaping International Security and National Politics with Jack Goldstone and Mónica Duffy Toft. Oxford University Press, 2012. ISBN 978-0199949229
- Whither the Child: Causes and Consequences of Low Fertility with W. Bradford Wilcox. Paradigm, 2012. ISBN 978-1612050935
- Nationalism and Conflict Management with Robert Schertzer and Eric Taylor Woods. Routledge, 2012. ISBN 978-0415520454

## Otras lecturas
- Hartshorn, Max; Kaznatcheev, Artem; Shultz, Thomas (30 de junio de 2013). «The Evolutionary Dominance of Ethnocentric Cooperation». Journal of Artificial Societies and Social Simulation 16 (3). doi:10.18564/jasss.2176.
- Malik, Kenan (2015). «The Failure of Multiculturalism - Community Versus Society in Europe». Foreign Policy. Consultado el 13 de julio de 2020.
- Eatwell, Roger; Goodwin, Matthew (2018). National Populism: The Revolt Against Liberal Democracy. Great Britain: Pelican. ISBN 978-0-241-31200-1.